# Lepidochitona furtiva
Lepidochitona furtiva är en blötdjursart som först beskrevs av di Monterosato 1879.  Lepidochitona furtiva ingår i släktet Lepidochitona och familjen Ischnochitonidae. Inga underarter finns listade i Catalogue of Life.